# Olivier Seguin
Pour les articles homonymes, voir Seguin.
Olivier Jean Baptiste Seguin est un sculpteur, dessinateur et peintre français né le 13 juillet 1927 à Montreuil (Pas-de-Calais).

## Biographie
Olivier Seguin étudie à l'école des Beaux-Arts de Lille de 1943 à 1947. Il séjourne au Maroc de 1952 à 1957 où il participe à des expositions personnelles et collectives, en particulier au Salon d'automne de Casablanca. Il y rencontre l'architecte Jean-François Zevaco, qui l'encourage à créer des œuvres monumentales.
Il revient en France, à Paris, de 1957 à 1959, puis gagne le Mexique où il vivra de 1959 à 1972. C'est là qu'il crée ses premières œuvres monumentales couronnées de plusieurs premiers prix de sculpture. Il épouse à Mexico Martine Deparis, architecte d'intérieur.
Il donne aussi des cours en tant que professeur d'éducation visuelle à l'École d'architecture de l'Université de Guadalajara, de 1959 à 1965, puis professeur de sculpture monumentale à l'Académie nationale de San Carlos à Mexico, de 1966 à 1968.
En 1969, il se rend aux États-Unis en tant que professeur invité de la Washington University de Saint-Louis Missouri pour l'École d'architecture.
De retour en France, il est Directeur de l'École des Beaux-Arts de Tours de 1972 à 1990. Il y crée en 1983 le premier cursus en région de conservation-restauration d'œuvres sculptées .
Son épouse Martine meurt brutalement en 1998 dans leur maison de Cerelles (Indre et Loire). Profondément ébranlé, il ne peut, pendant plusieurs années, ni peindre ni sculpter.
Depuis les années 2000, Olivier Seguin explore un nouveau champ d'expérimentation artistique rendu possible par les nouvelles technologies. Grâce à des logiciels et un matériel d'impression sophistiqué, il crée des séries d'estampes à partir d'une première œuvre, déclinée en plusieurs exemplaires retravaillés numériquement, avec parfois des ajouts à la main.
Fin 2011, il fait une importante donation de ces estampes à la Bibliothèque municipale de Tours ainsi qu'une donation d'œuvres sculptées, peintes et dessinées au Musée des Beaux-Arts de Tours. Ces donations ont été l'occasion d'une exposition rétrospective de ses œuvres, organisée par les conservateurs du musée, au Château de Tours.

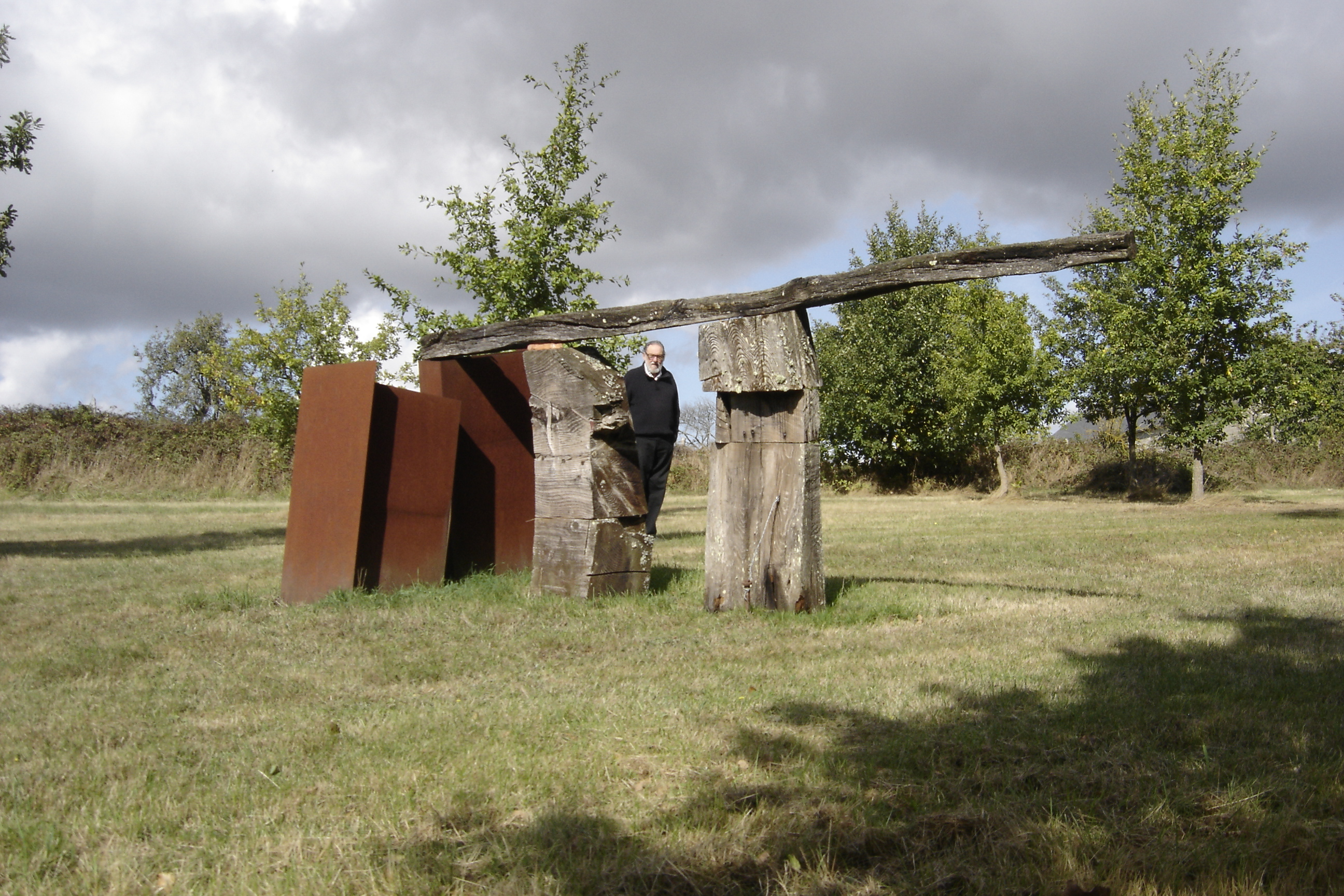
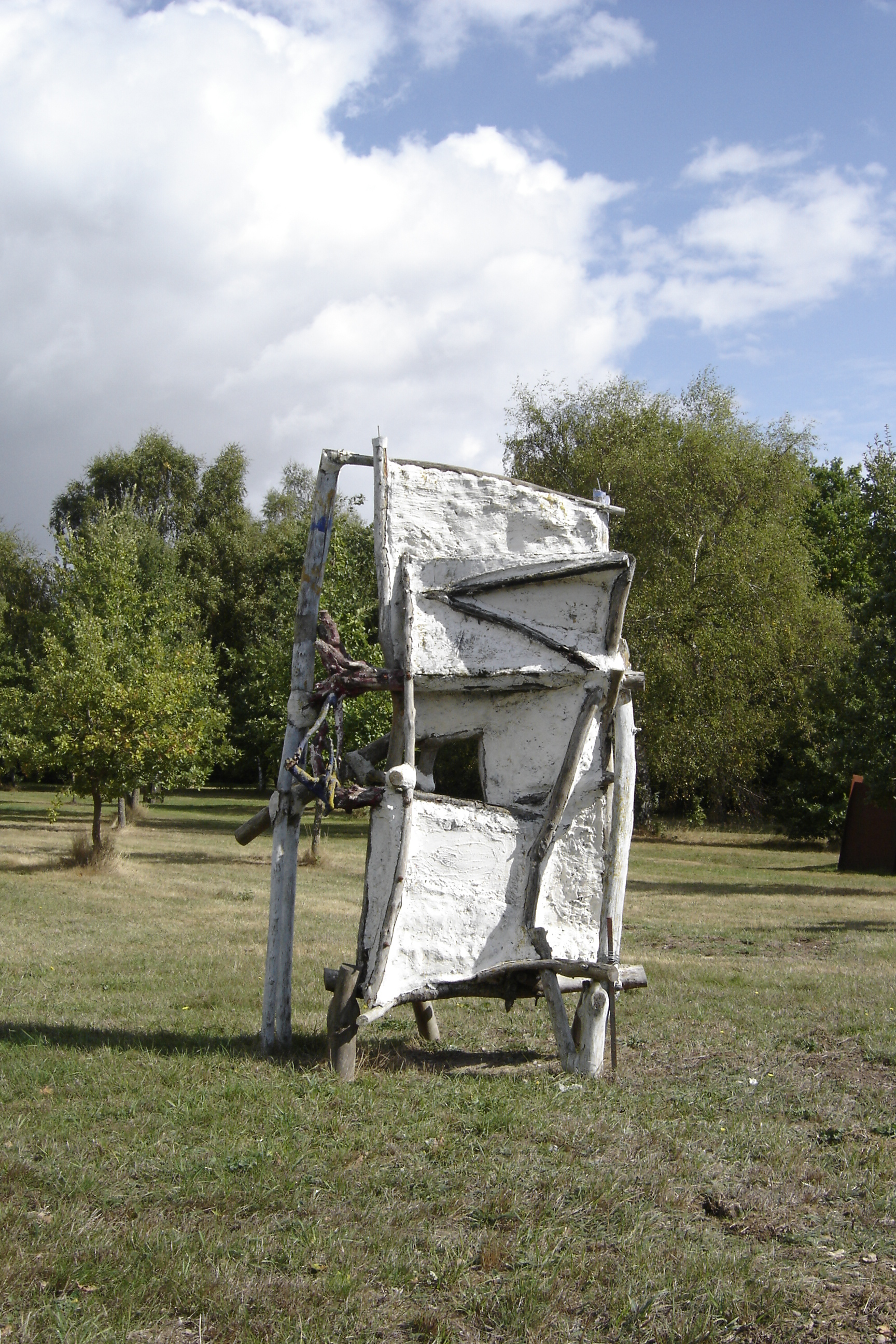
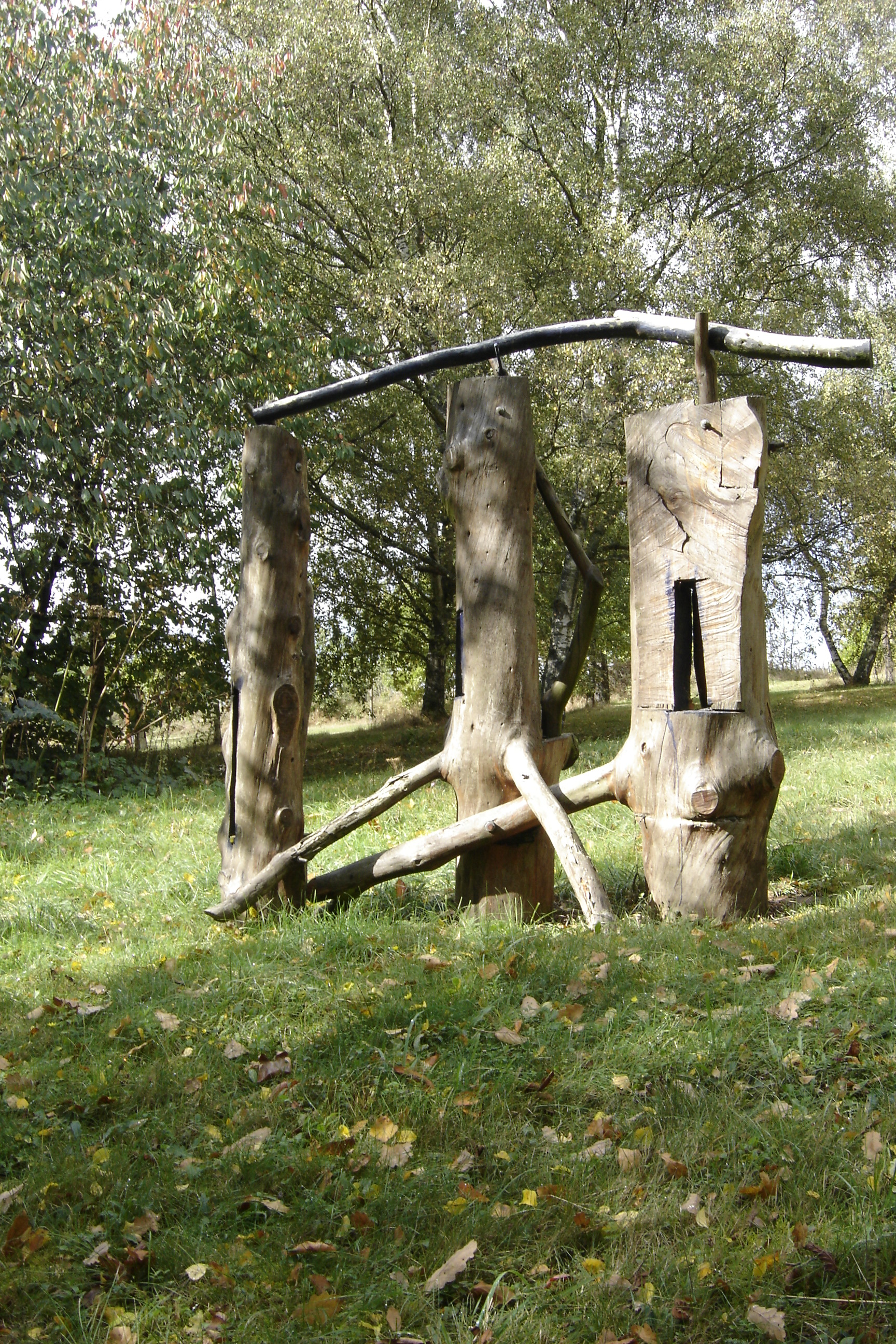

## Œuvre
Sa période mexicaine est celle des premières sculptures monumentales qui l'ont fait reconnaitre hors de nos frontières comme un artiste majeur. « Sa sculpture est essentiellement faite pour accompagner l'espace urbain. » Ainsi, en 1960, il crée les deux formes élancées en béton, hautes de 15 m., ornant, tel un campanile, l'entrée du théâtre expérimental de Guadalajara, (architecte Eric Coufal) ; en 1971, le monument de la Plaza Satelite de Mexico (architecte Juan Sordo Madaleno). Cette œuvre est construite au centre d'une place carrée à deux niveaux de 40 m. de côté et couverte d'un dôme. Un faisceau de 18 lames d'acier inoxydable de 16 m. de haut sur une section carrée de 9 m. part du rez-de-chaussée, s'élance sur les deux niveaux et s'ouvre au premier étage. Conçu pour attirer un étonnant jeu de lumière, il a été scellé alors que les murs s'élevaient, avant que la voûte ne soit posée et ne lui renvoie la lumière. Aucun repentir n'était possible. La composition varie au fur et à mesure des déplacements du promeneur. Les deux escaliers mécaniques placés sur les côtés donnent l'impression de monter et descendre lentement dans la sculpture.

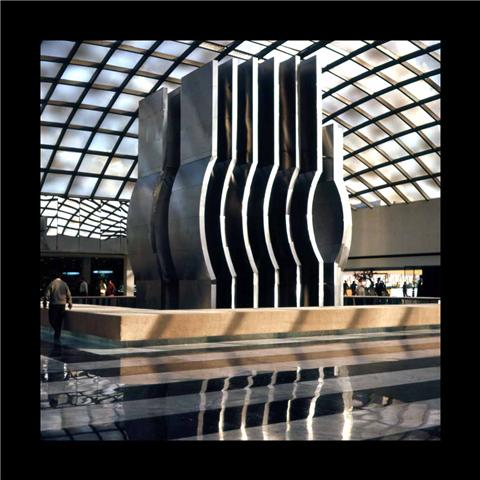
Olivier Seguin, sculpture monumentale du Centre commercial Plaza Satelite, Mexico, 1971, partie supérieure, acier inoxydable.

Un autre exemple de ce travail en duo – sculpture/architecture – est « la sculpture-moule, centrée autour d'une matrice à l'échelle humaine qui ménage une circulation intérieure » qu'il réalise en collaboration avec ses élèves de l'école d'architecture de l'Université de Missouri (États-Unis) sur le campus même en 1969.
Dans les années 1980, il abandonne les grands formats mais continue à associer des matériaux : pierre, bronze, bois, terre cuite, or, végétaux, …
« Actuellement, les sculpteurs se distinguent par la matière plus que par la forme. Seguin travaille la forme : sa sculpture est idéaliste. En ce sens, Seguin est inactuel. Ou en avance ... Si leur espace est imaginaire, les sculptures de Seguin n'existent en somme que dans le temps. La pensée pédagogique de l'histoire, la manie de la classification et du catalogue s'efforceraient en vain de les dater, de les estamper dans les formes des années soixante auxquelles, sans doute, elles s'apparentent... Selon l'architecte Luis Barragan, les œuvres de Seguin auraient pu être réalisées il y a cinq mille ans comme elles pourraient exister dans deux millénaires. »
En 1972, il renoue avec la France en exposant à la Galerie Saint-Germain un panneau d'aluminium de 160 cm sur 140 cm décrit ainsi: « Tout, à l'intérieur de ces panneaux muraux recouverts de feuilles d'aluminium, parle à la fois d'intensité et de raffinements. Éponges, encres, sables servent à travailler la surface pour l'animer d'autant de passages variés sur lesquels joue indéfiniment la lumière. Ainsi cette lumière qui pénètre reflète des camaïeux de gris dans la profondeur de l'argent, transforme le mur, en repousse les limites jusqu'à les faire oublier ».
Seguin réalise des panneaux grand format  de ce type (jusqu'à 300 m2) dès le début des années 1960. En 1973, dans un article : L'Aluminium considéré comme un moyen original de s'exprimer aujourd'hui par bon nombre de peintres et sculpteurs, une revue d'art décrit plusieurs œuvres d'art dont une de Seguin, Le premier temple, qui, par le jeu de brossages bien calculés, est une œuvre de facture cubiste alors que le panneau est parfaitement uni. « L'aluminium ne sert pas de support mais constitue le tableau proprement dit. Celui-ci n'existe que par les différents polissages manuels ( avec des éponges et des papiers métalliques) effectués selon diverses orientations qui font varier continuellement les reflets de la lumière qui vient frapper le panneau [... ]. Seguin ajoute des effets discrets de coloration en passant sur certaines parties une légère couche d'encre noire (mais jamais de polychromie), ou une recherche de relief à peine marquée par superposition de plusieurs couches de colle ou de feuilles. »
En 1964, alors qu'il est peu connu dans l'hexagone, une revue d'art française présente plusieurs photos de ses œuvres accompagnées d'un article  : « Le caractère universel de l'œuvre d'Olivier Seguin rend difficile une analyse critique visant à en cerner les contours. Les recherches de cet artiste français, devenu l'un des plus grands du Mexique, où il vit, portent sur tous les secteurs des arts plastiques. Seguin a reçu cette année le 1er Grand prix de la Biennale de sculpture 1964 à Mexico, mais il s'est également distingué dans l'architecture, la peinture, le dessin, la céramique, etc. Le mot « expérimental » est bien le seul qui puisse qualifier une telle démarche[...]. Il n'y a pas rupture entre les formes créées par Olivier Seguin et leur environnement. Elles ne sont pas un élément gratuitement rapporté, elles ne font qu'un avec ce tout qu'est le monde, au Mexique plus qu'ailleurs. Le climat, la lumière, l'affrontement des contrastes entre la plus authentique antiquité et le modernisme, ont sensibilisé Seguin au maximum du supportable [...]. La diversité des matériaux utilisés par l'artiste conditionne les formes qu'il en tire. Aujourd'hui enfin, quelques grands sculpteurs ont compris que le matériau unique est une restriction conventionnelle qui limite de façon desséchante le champ des investigations ».
Il fait partie des précurseurs d'une pratique devenue courante.

## Expositions personnelles

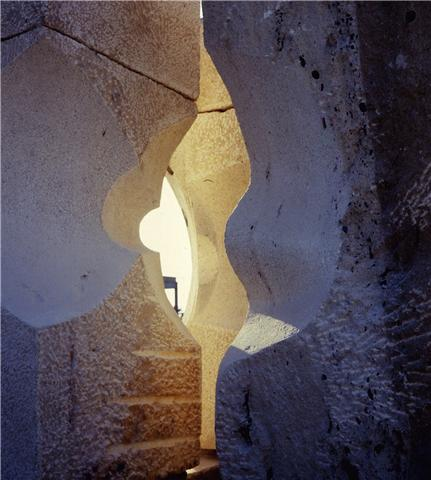
Olivier Seguin, sculpture, Casablanca, Maroc, détail

- 1954, Dessins, Casablanca, Maroc.
- 1960, Sculptures, Arquitac, Guadalajara, Mexique.
- 1961, Sculptures, Galerie Jacobo Glantz, Mexico.
- 1962 Sculptures, Casa de la cultura jaliscience, Guadalajara, Mexique.
- 1963, Sculptures à l'Institut cultural mexicano – Norte Americano, Guadalajara.
- 1965, Dessins à la Casa de la cultura jaliscience, Guadalajara.
- Sculptures, Galeria de arte mexicano, Mexico.
- 1966, Sculptures, Casa del Lago, Université de Mexico.
- Dessins, Institut français d'Amérique latine, Mexico.
- 1967, Sculptures, Galeria de Arte Mexicano, Mexico.
- 1968, Sculptures, Institut français d'Amérique latine, Mexico.
- 1972, Panneaux d'aluminium et sculptures, Sculptur's Galerie, Paris.
- 1973, Panneaux d'aluminium, Galerie Saint-Germain, Paris.
- 1976, Panneaux d'aluminium, Galerie Internationale, Stockholm, Suède.
- 1983, Sculptures, Musée de Tours.
- 1990, Sculptures, Galerie Moussion, Paris.
- 1992, Sculptures, Galerie Moussion, Paris.
- 1992, Dessins, Château de Tours[15].
- 1995, Observatoires, Château de Tours[16].
- 1998, Autoportrait, Hôtel de Ville, Tours.
- 5 novembre 2011-15 janvier 2012, Exposition rétrospective, château de Tours[15].

## Expositions collectives

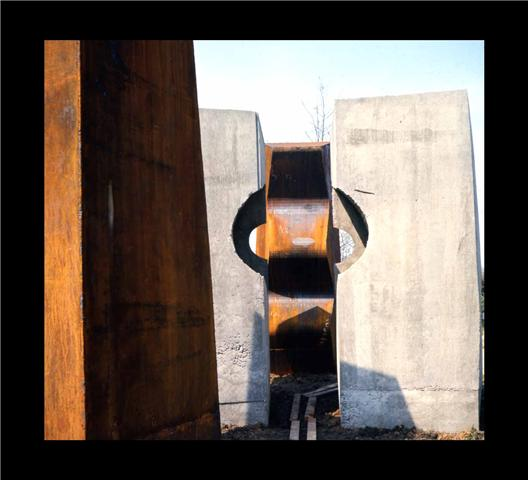
Sculpture, Campus de la Washington University, Saint-Louis Missouri, 1969

- 1952-1953-1954-1955-1956 Salon d'automne marocain, Casablanca.
- 1962 Première biennale de sculpture de Mexico.
- 1964 Deuxième biennale de sculpture de Mexico.
- 1965 Salon ESSO des jeunes artistes, Musée d'art moderne Mexico.
- 1966 Salon "Arte mexicano contemporaneo", Musée d'Art Moderne, Mexico.
- 1967 Exposition collective, Galerie Misrachi, Mexico.
- 1968 "Tendance de l'Art abstrait à Mexico", Université de Mexico[17].
- 1968 Symposium de sculptures à l'occasion des Jeux Olympiques Mexico 1968, Route de l'amitié[18], Mexico.
- 1968 Sculptures au pavillon du Mexique 'Hemisphair", San Antonio, Texas, États-Unis.
- 1971 Biennale Middelheim, Anvers, Belgique.
- 1975 Salon international d'art de Toulon, France.
- 1976 Exposition collective "Galerie Saint-Germain", Caracas, Venezuela.
- 1983 Deuxième rencontre en Vendômois, Arts plastiques au quotidien.
- 1984 Sculpture, Couvent des Cordeliers, Châteauroux.
- 1987 "Beaulieu des Arts", Nantes.
- 2003 "Olivier Seguin et Gauvin", Chapelle Saint-Jacques, Vendôme, (sculptures d'Olivier Seguin et peintures d'Alain Gauvin)[17],[19].

## Exposition collective permanente
2005 Un livre géant pour Rabelais, musée Rabelais, maison de la Devinière, Seuilly, (Geneviève Besse, peintre, Olivier Seguin, sculpteur, Bernard Noël, écrivain)..

## Principales œuvres monumentales

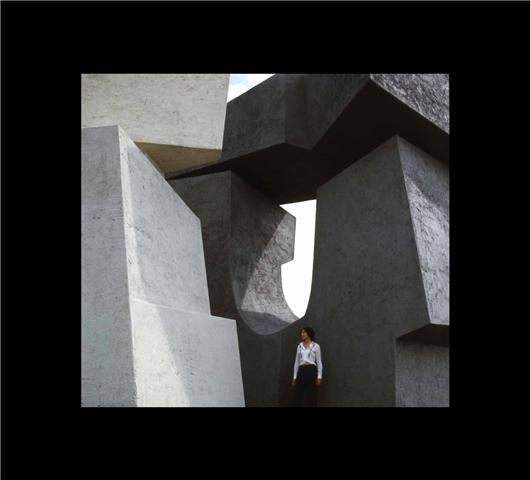
Olivier Seguin, "Martine", symposium de sculpture, Route de l'amitié, JO Mexico 1968

- 1960 Sculpture en béton, Théâtre expérimental (architecte Eric Coufal), Guadalajara, Mexique.
- 1960 Fontaine et jardin de M. et Mme Brun, Guadalajara, Mexique.
- 1966 Panneau d'aluminium, Magasin Knoll International, Mexico.
- 1968 "Martine". Sculpture et béton, Route de l'Amitié, Symposium de sculpture, Jeux Olympiques de Mexico.
- 1969 Sculpture monumentale, Campus de la Washington University, Saint-Louis, Missouri, États-Unis, réalisée avec les élèves de l'école d'architecture.
- 1971 Sculpture monumentale en acier inoxydable, Centre commercial Plaza Satelite (architecte Juan Sordo Madaleno), Mexico.
- 1972 Panneau d'aluminium, Centre international de conférences CIGC, (architectes Gaillard et Camenzind), Genève, Suisse.
- 1974 Sculpture signal en béton, Immeuble Cegos (architecte A. et H. Kandjian), Suresnes, France.
- 1983 Sculpture en granit, Bourges, France[15].

## Récompenses
- 1954-1955 Grand prix du Salon d'automne marocain, Casablanca, Maroc.
- 1956 Grand prix du Salon d'automne marocain, en collaboration avec l'architecte Jean-François Zevaco, Casablanca.
- 1964 Premier prix, Prix Chac Mool de la deuxième biennale de sculpture, Mexico[21].
- 1965 Premier prix de sculpture du salon Esso, Musée d'art moderne, Mexico[22].

Cette œuvre - "Brote" - se trouve actuellement dans le jardin de l'Université de Miami. Pour la découvrir, ouvrir le lien ci-contre : .
- 1967 Premier prix de sculpture monumentale urbaine, Troisième biennale de sculpture de Mexico[23] .

#### Ouvrages
- Alain Borer, Le rêve de Chac Mool, essai sur Olivier Seguin, SIE du Val de Loire, 1995.
- Esso Salon of young artists/Salon Esso de artistas jovenes, préfacé par Jose Gomez-Sicre, Pan American Union and Esso, 1965.
- Olivier Seguin, texte de Marie-José Mondzain, Catalogue d'exposition, Ville de Tours, 1998.
- Olivier Seguin, textes de Jacques Nicourt, Véronique Moreau, Alain Borer et Xavier Girard, Catalogue d'exposition, Musée des Beaux-Arts de Tours, 1983.
- Olivier Seguin, texte de Sylvie Coellier, Catalogue d'exposition, Château de Tours, 1992.
- Olivier Seguin et Gauvin, Catalogue d'exposition-Chapelle-Saint-Jacques, Communauté du pays de Vendôme, 2003.
- Geneviève Besse, Olivier Seguin, Bernard Noël, Un livre géant pour Rabelais, Catalogue d'exposition, musée Rabelais, maison de la Devinière, Conseil général d'Indre-et-Loire, 2005.
- Olivier Seguin, Catalogue d'exposition, Château et Musée des Beaux-Arts de Tours, 2011-2012.

#### Articles
- L'Architecture d'aujourd'hui, Recherche-Matériaux, no 160, février-mars 1972, p. XX.
- L'Art vivant no 4, septembre-octobre 1969, p. 12.
- Simone Frigerio, « Olivier Seguin », in Aujourd'hui, art et architecture, no 47, octobre 1984, p. 24-25
- Michelle Dubreucq, « L'Aluminium », Connaissance des arts, no 257, juillet 1973, p. 86
- Sabine Marchand, « Olivier Seguin », in L'Œil, no 206-207, février-mars 1972, p. VII.
- Télérama no 2353, Tours, février 1995, p. 20-21.